# برنی آلدر
برنی جولیان آدلر (به انگلیسی: Berni Julian Alder) (زاده ۱۹۲۵، آلمان) از فیزیکدانان آمریکایی متخصص در مکانیک ایستایی است. وی دارای ملیت آمریکایی-سوئیسی است و ساکن آمریکا می‌باشد. در سال ۲۰۰۱ وی برنده مدال بولتزمن برای شبیه‌سازی دینامیک‌های مولکولی شد. در سال ۲۰۰۹ وی برنده نشان ملی علوم شد.